# Методий Охридски (екзархийски митрополит)
Вижте пояснителната страница за други личности с името Методий.
Методий е висш български православен духовник, охридски митрополит на Българската екзархия от 1897 до 1909 година. Псевдонимите му във ВМОРО са Мириел, Сантрача и Тартора.

## Биография
Роден е със светското име Георги Щерев през 1866 година в село Зарово, Лъгадинско. Той израства без училище и остава неграмотен. По-късно става послушник в Рилския манастир, където се ограмотява и получава първоначалното си образование. Тук той приема монашество и е ръкоположен за йеродякон. В 1892 година завършва Московската духовна семинария. От същата година преподава в Цариградската духовна семинария. По-късно е председател на българските църковни общини в Кавадарци (1894-1895) и Кукуш (1895-1897). По време на неговото председателство в Кавадарци, авторитетът и значението на общината се издига, църковните приходи се удвояват, броя на училищата в Тиквешко се увеличава, партизанският дух между християните се успокоява.
В 1896 и 1897 година йеромонах Методий е председател на Кукушката българска православна община. Води активна борба за връщане на имотите на православната църква в Кукуш (църкви, училища и църковни имоти), завзети от униатите.
- Писмо до екзарх Йосиф I във връзка с имотите на православната църква в Кукуш, отнети от униатите (с. 1), 9 ноември 1896 година
- Писмо до екзарх Йосиф I във връзка с имотите на православната църква в Кукуш, отнети от униатите (с. 2), 9 ноември 1896 година
- Писмо до екзарх Йосиф I, 16 юли 1896
- Писмо от 2 август 1897 година (с. 1)
- Писмо от 2 август 1897 година (с. 2)

На 23 декември 1897 година Методий е ръкоположен за каноничен охридски митрополит и ръководи епархията дванадесет години. Член е на Екзархийския съвет на Светия Синод. Участва активно в борбата за утвърждаването на българския език и духовното ръководство на Българската екзархия над българското население, останало извън пределите на Княжество България. Отпуска безлихвени заеми за строеж на български училища на повече от 60 села в Охридско, Преспанско, Ресенско и Демир Хисар.
След Илинденско-Преображенското въстание той получава помощи за пострадалото население на стойност 18 000 лева, изпратени от Андрей Тошев - български търговски агент в Битоля. Според охридчанина Петър Карчев, чийто баща е в остър конфликт с митрополита,:
| „ | Методий беше себелюбив, злопаметен, отмъстителен и тираничен човек. | “ |

Методий е в конфликт с ВМОРО. На 17 юни 1908 година членът на битолския окръжен комитет Милан Матов издава заповед до войводата Гюрчин Петров заради „незачитане на организационните разпоредби“ да конфискува всички скъпоценности, корона и дрехи на владиката.
Митрополит Методий умира внезапно на 10 декември 1909 година в Солун на път за Светия Синод. Според Антон Попстоилов е отровен от гърците. Погребан е в двора на черквата „Свети Климент“ в Охрид, а гробът му е запазен и до днес.

## Дарителство
В свое завещание от 1 януари 1909 година митрополит Методий определя за изпълнител на последната си воля Българската екзархия, която да се разпореди с неговото движимо и недвижимо имущество. Като изпълнител на завещанието Екзархията се заема с разрешаването на споровете около наследството му, връща дълговете му, изплаща всички завещани средства, раздава негови вещи на лица и църкви. Екзархията учредява два фонда на негово име.
Първият фонд е с основен капитал 5191 лева и служи за строеж на българско училище родното му село. Тъй като сумата е недостатъчна, със съгласието на първенците на селото през 1910 година Екзархия решава парите да се внесат в Българската народна банка, докато фондът нарасне до необходимия размер. Управлява се от Българската екзархия, а след 1915 година преминава под управлението на Светия Синод. През 1913 година в края на Балканските войни гръцки военни части опожаряват Зарово, избиват старите хора, а по-младите емигрират в България, където трайно се заселват. Така фондът губи смисъла на своето предназначение.
Вторият фонд е се учредява с основен капитал 12 888 лева. Управлява се от Екзархията, а след 1915 година – от Светия Синод. През 1926 година средствата на фонда се оставят на капитализиране. Това позволява основният капитал да нарасне от 34 783 лева през 1931 година на 106 612 лева през 1933 година. През 1934 година Светия Синод взема решение фондовете, учредени по завещанието на митрополит Методий, и фондът на йеромонах Методий Димитров да се слеят под ново име - „Методий, митрополит Охридско-Преспански и йеромонах Методий Димитров“. Така обединеният фонд през 1939 година разполага със 130 361 лева, а през 1945 година – със 151 432 лева. От 1933 година Светия Синод започва да отпуска стипендии и помощи. През 1946 година фондът прекъсва своята благотворителна дейност.